# Kantar Gallup
Kantar Gallup er et dansk analyseinstitut, der blev grundlagt i 1939. Det er blandt Danmarks største i branchen og et af de mest kendte. Virksomheden ejes af Kantar Group. 
Gallup har oprindeligt sit navn efter George Horace Gallup, der opfandt meningsmålingen. I dag er Kantar Gallup dog ikke en del af The Gallup Organization, men blev i 1997 overtaget af verdens tredjestørste analyseinstitut, Taylor Nelson Sofres (TNS). TNS er senere overtaget af Kantar Group, der bl.a. ejes af britiske WPP. Kantar Gallup omsætter for cirka 170 mio. kr. årligt (2021).
Kantar Gallup beskæftiger foruden ca. 400 interviewere 130 fastansatte medarbejdere i selskabets danske domicili på Rådhuspladsen i København.
Kantar Gallup leverer foruden mange typer af meningsmålinger (bl.a. Berlingskes politiske indeks), tilfredsundersøgelser m.v., de officielle danske radio-lyttertal (Radio-Meter) samt læsertal (Index Danmark Gallup).
Der er søsterselskaber med samme navn og ejer i flere lande.